# Alapi Nándor
Alapi Nándor, Anlauf Nándor János (Alsóalap, 1885. április 30. – Székesfehérvár, 1945. december 1.) színész, rendező, színházigazgató.

## Pályafutása
Anlauf István és Branizsa Anna fia. 1906-ban Anlauf családi nevét Alapira változtatta. 1908-ban szerzett oklevelet a Színművészeti Akadémián. 1909. január 22-én kötött házasságott Rell Rózsival, később elváltak. Eleinte vidéken játszott, majd 1912-ben került a budapesti Kövessy Színpadhoz. Az első világháború során mint hadnagy megsebesült. 1918. március 31-én Székesfehérváron házasságot kötött a nála három évvel fiatalabb Csúcs Ilonával, Csúcs István és Majsay Mária lányával. Rokkantként a Székesfehérvári Újságnak volt felelős szerkesztője, majd 1921-től 1923-ig a székesfehérvári színház művésze volt, egyúttal az intézmény igazgatója. 1923-ban Forgács Rózsi Kamaraszínházában lépett fel, 1924 és 1931 között, majd 1934-től újra az Országos Kamaraszínházat igazgatta, 1932–1934-ben a budapesti Kamara Színházat vezette két csonka évad erejéig. 1938–39-ben a Nemzeti Színház ügyelője volt, majd belépett a Nyilaskeresztes Pártba. Társulata történetét Vándorlásunk címmel adta ki. 1944-ben kivándorolt. 1945. december 1-jén hunyt el gyomorvérzésben Székesfehérvárott. Felesége, Csúcs Ilona 25 évvel élte túl, 1971. augusztus 8-án hunyt el Csepelen.

## Fontosabb színházi szerepei
- Hamlet (Shakespeare)
- Tartuffe (Molière)
- Fegya (Tolsztoj: Az élő holttest)
- Hjalmar (Ibsen: A vadkacsa)
- Helmer (Ibsen: Nóra)
- Liliom (Molnár Ferenc)

## Filmszerepe
- Te vagy a dal (1940)

## Könyve
- Vándorlásunk (I-III., Bp., 1926, 1929, 1931)